# Route nationale 20 (France)
Pour les articles homonymes, voir N20 et Route nationale 20.
La route nationale 20, ou RN 20, est une ancienne route nationale française reliant, avant 1996, Paris à Bourg-Madame, à la frontière franco-espagnole.
Les principales villes desservies par l'ancien tracé sont Orléans, Limoges, Toulouse et Foix. Elle était, avec la RN 7 et la RN 10, l'une des plus longues routes nationales de France.
L'ancien parcours de la RN 20 correspond à la section française de l'actuelle route européenne 9.
Le nom de « route Mauve », que l'on doit au Touring club de France en 1950, lui est parfois attribué.

## Parcours actuel
Elle a été, sur une partie de son parcours, remplacée par des autoroutes, notamment l'autoroute A20 afin de permettre le désenclavement du Massif central. Pour le trafic motorisé, l'ancien parcours a été  déclassé de Paris à Pamiers au profit de voies à caractéristiques autoroutières comme l'A20, l'A62, l'A61 et l'A66.
Deux tronçons de la route nationale 20 assurent encore la liaison de la route européenne 9 en Occitanie, entre l'A66 (Pamiers) et la frontière espagnole.
En 2019, dans l'Ariège, un tronçon de la N20 relie l'autoroute A66 depuis Pamiers jusqu'aux tunnel de Puymorens en passant par l'est de Foix ; un autre tronçon relie ce tunnel de Puymorens à Bourg-Madame, commune à proximité de frontière espagnole.

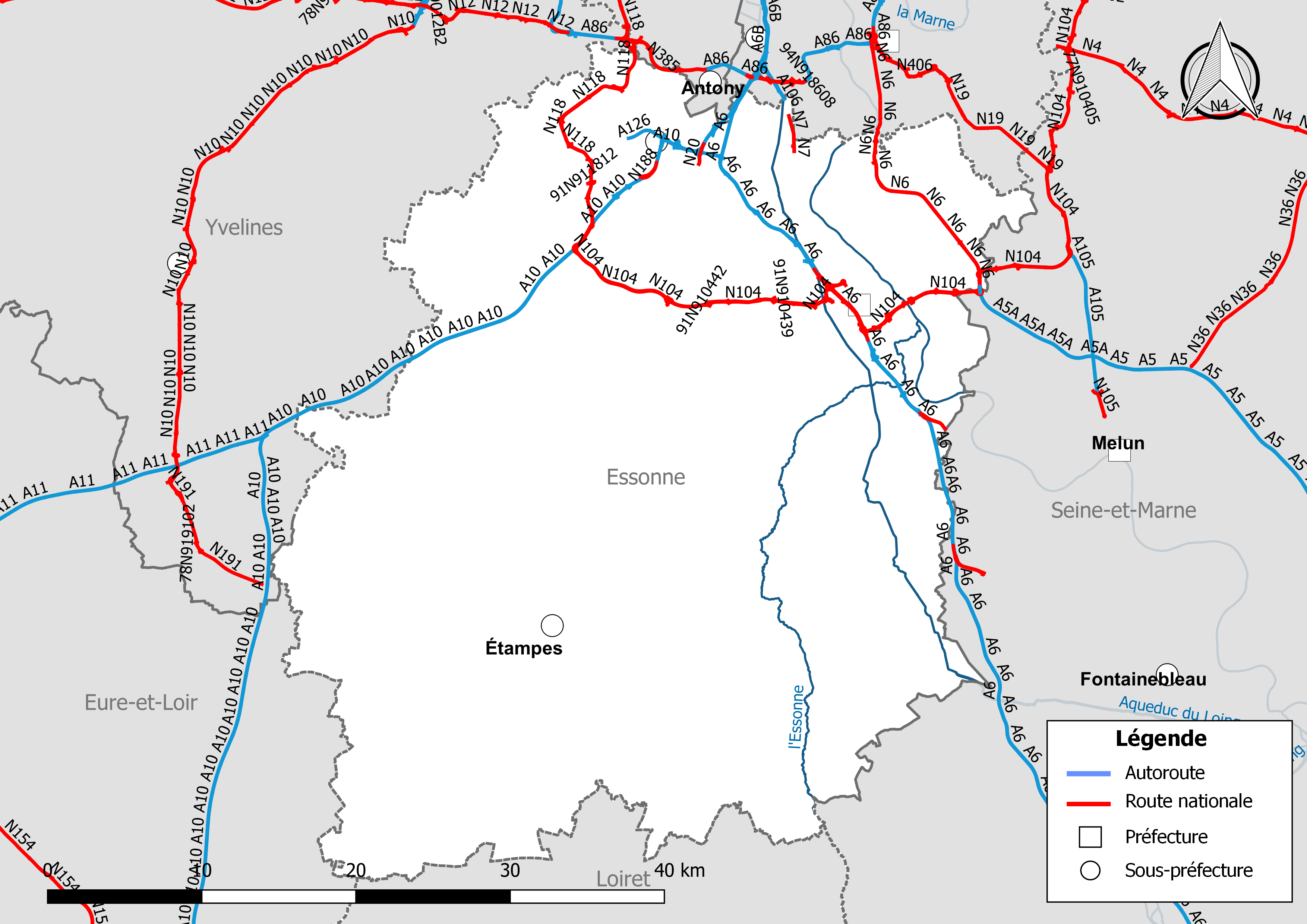
Un kilomètre un quart de nationale 20 en Essonne, au sud d'Antony

Du nord au sud, un premier tronçon de 1 270 mètres existe dans le département de l'Essonne. Un second tronçon de 49 kilomètres existe en Ariège et un troisième tronçon de 16 kilomètres existe dans les Pyrénées-Orientales.

## Histoire
Le décret du 5 décembre 2005 a conservé certaines sections dans le domaine routier national, notamment entre le débouché de l'A66 et l'Espagne (départements de l'Ariège et des Pyrénées-Orientales).
Le reste de l'ex-RN 20 est déclassé et remis à chaque département respectif pour devenir une route départementale (renommée RD 2020, RD 920, RD 820, RD 420, RD 320, RD 220 ou RD 120 selon les cas).
La loi n° 2022-217 du 21 février 2022 prévoit le transfert des routes nationales aux collectivités volontaires. La nationale 20 sera transféré en intégralité à la région Occitanie au 1er janvier 2024.

## Parcours ancien

### De Paris à Orléans

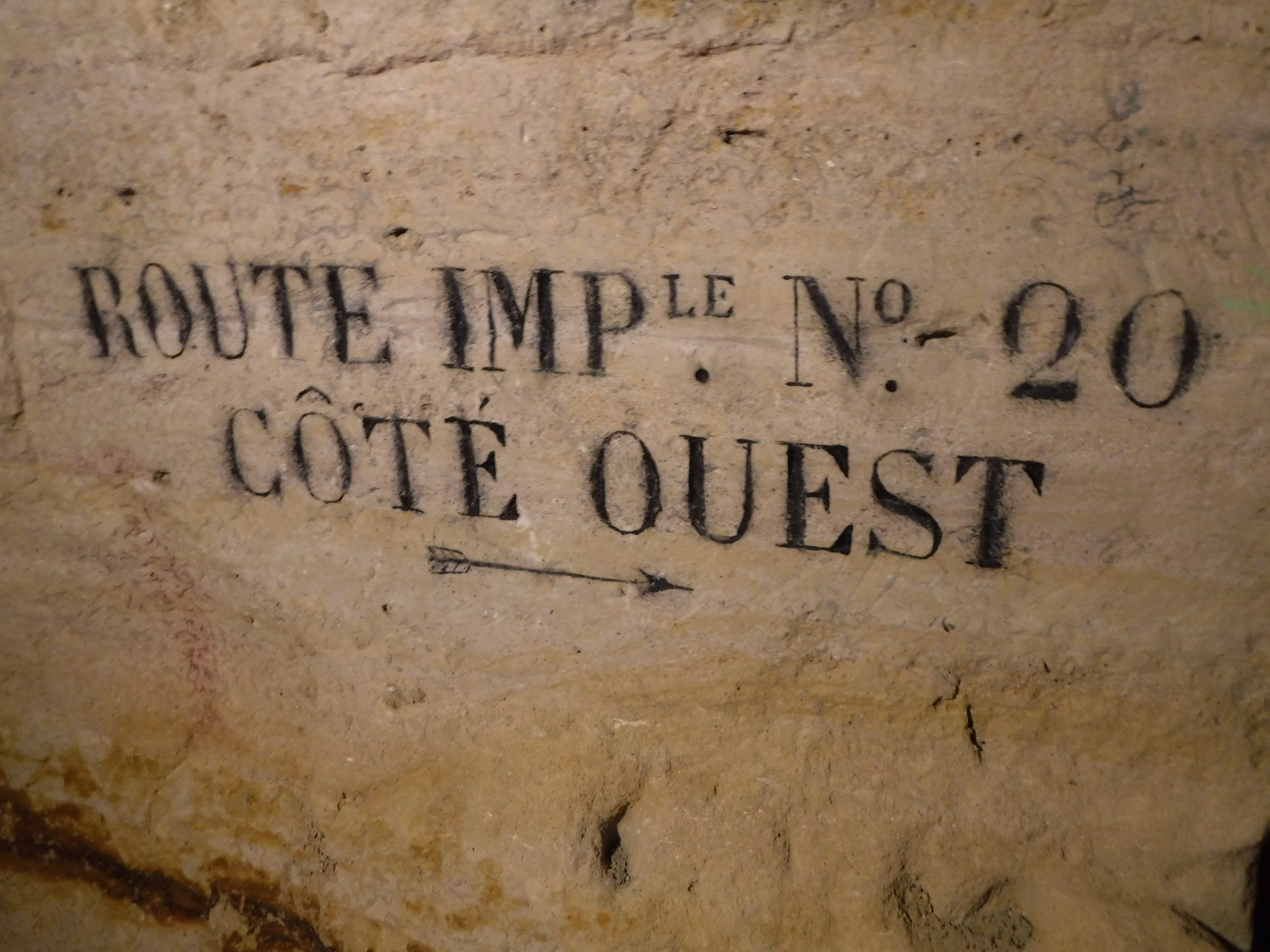
Gravure indiquant la route impériale 20, dans les carrières souterraines sous Cachan

L'ex-route nationale 20 débute à la porte d'Orléans, sous le numéro D 920, et part plein sud en direction d'Orléans en traversant la Beauce.
Elle est presque entièrement en 2×2 voies dans sa traversée de la région Île-de-France. Elle est ensuite aménagée en 3 voies (2+1) (elle se nomme alors D 2020) en alternance jusqu'à la commune de Chevilly. Les villages de Chevilly et de Cercottes sont encore traversés par la route, avant d'atteindre la banlieue d'Orléans.
Les communes traversées sont :

#### Île-de-France

##### Département des Hauts-de-Seine
- Montrouge (km 1)
  - Avenue Aristide-Briand

##### Département du Val-de-Marne
- Arcueil (km 2)
- Cachan (km 3)

##### Département des Hauts-de-Seine
- Bagneux (km 4)
- Bourg-la-Reine (km 5)
  - Avenue du Général-Leclerc
  - Place de la Libération
- Sceaux (km 6)
  - Avenue du Général-Leclerc
- Antony (km 8)
  - Avenue Raymond-Aron
  - Carrefour de la Croix de Berny
  - Avenue Aristide-Briand
  - Avenue de la Division-Leclerc

##### Département de l'Essonne
- Massy (km 11)
  - Avenue du Maréchal-Leclerc
- Chilly-Mazarin (km 12)
- Champlan (km 13)
- Longjumeau (km 15)
- Saulx-les-Chartreux (km 16)
- Ballainvilliers (km 17)
- La Ville-du-Bois (km 19)
- Longpont-sur-Orge (km 20)
- Montlhéry (km 21)
- Linas (km 22)
- Leuville-sur-Orge (km 24)
- Saint-Germain-lès-Arpajon (km 26)
- Arpajon (km 27)
- Égly (km 31)
- Avrainville  (km 34)
- Boissy-sous-Saint-Yon (km 37)
- Côte de Torfou (km 42)

- Mauchamps (km 43)
- Chamarande (km 44)
- Étréchy (km 46)
- Morigny-Champigny (km 51)
- Étampes (km 53)

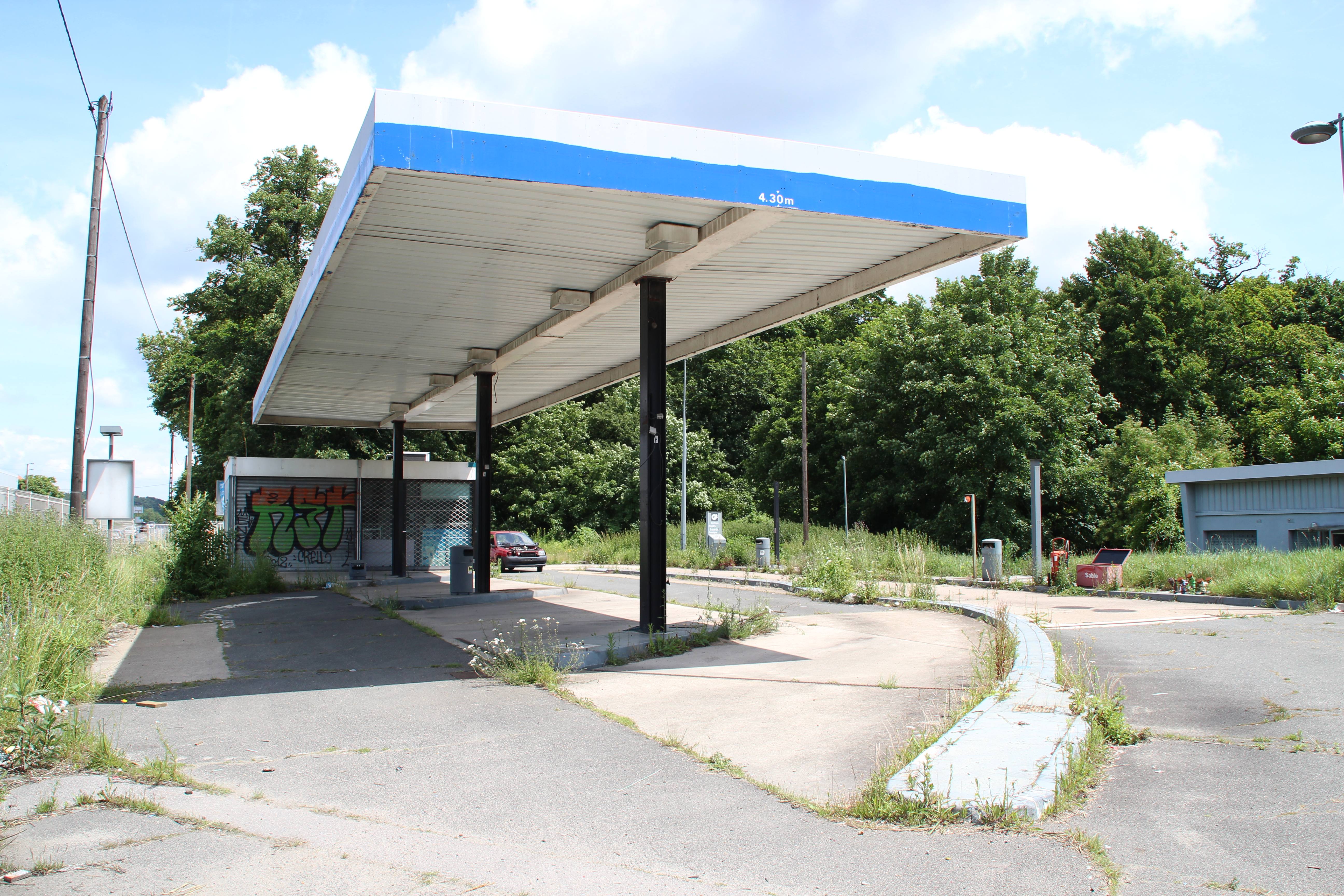
Station-service désaffectée à l'entrée de Morigny-Champigny.

- Mondésir (Commune de Guillerval) (km 63)
- Monnerville (km 67)
- Angerville (km 73)

#### Centre-Val de Loire

##### Département d'Eure-et-Loir

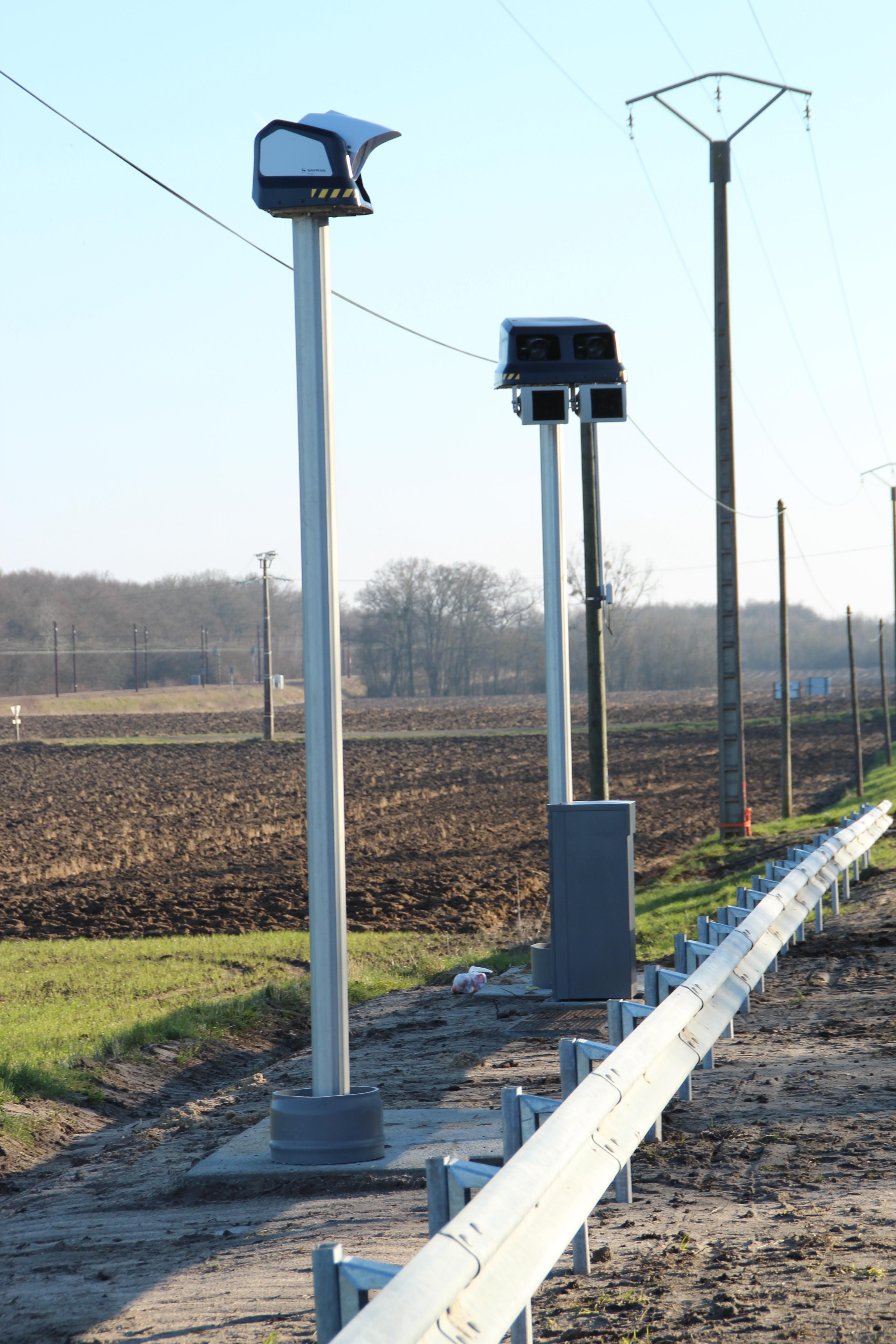
Un radar à l'entrée de Chevilly.

(Renommée RD 2020)
- Rouvray-Saint-Denis
- Barmainville (km 78)
- Oinville-Saint-Liphard
- Toury (km 86)

##### Département du Loiret
- Artenay, célèbre pour son moulin mais aussi pour la voie à l'abandon de l'aérotrain (km 99)
- Chevilly (km 105)
- Cercottes (km 111)
- Saran, extrémité sud de la voie de l'aérotrain (km 114)
- Fleury-les-Aubrais (km 117)
- Orléans (km 120)

Cette section est en cours de transfert aux départements (sous les dénominations D2020 et D920).

### D'Orléans à Vierzon

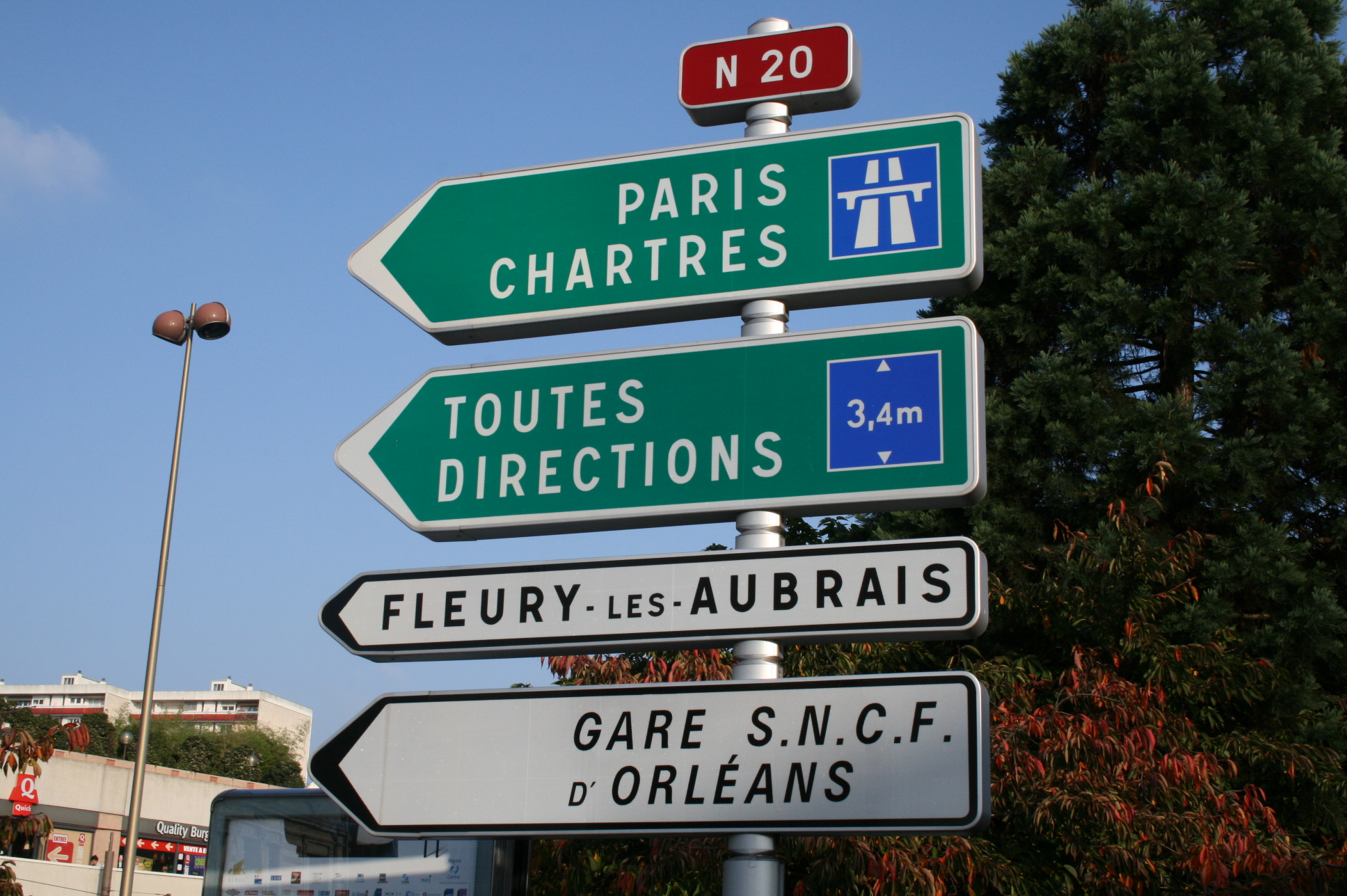
Panneau indicateur sur la route nationale 20.

La route traverse la Sologne puis elle se distingue de l'autoroute A71.
Les communes traversées sont :
- Olivet (km 126)
- La Ferté-Saint-Aubin (km 142)

#### Département de Loir-et-Cher
- Lamotte-Beuvron (km 156)
- Nouan-le-Fuzelier (km 163)
- Salbris (km 177)

#### Département du Cher
- Vierzon (km 200)

Cette section est aussi en cours de déclassement en route départementale (sous la dénomination D2020).

### De Vierzon à Argenton-sur-Creuse
À partir de Vierzon la route se confond avec l'autoroute A20 jusqu'à la limite Corrèze/Lot.
Les communes traversées sont :
- Massay (km 211)

#### Département de l'Indre
- Vatan (km 228)
- Brion (km 242)
- Déols (km 260)
- Châteauroux (km 263)
- Tendu (km 285)
- Argenton-sur-Creuse (km 294)

L'ancienne route est encore visible par endroits tout le long de l'autoroute.

### D'Argenton-sur-Creuse à Montauban (déclassé)

#### D'Argenton-sur-Creuse à Limoges
La route aborde les marches du Massif central.
Les communes traversées sont :

##### Département de l'Indre
- Celon (km 301)
- Tout près Éguzon-Chantôme

Nouvelle-Aquitaine

##### Département de la Creuse
- Tout près Saint-Sulpice-les-Feuilles
- Tout près La Souterraine à La Croisière, carrefour avec la Route Centre-Europe Atlantique (RCEA) (RN 145)

##### Département de la Haute-Vienne

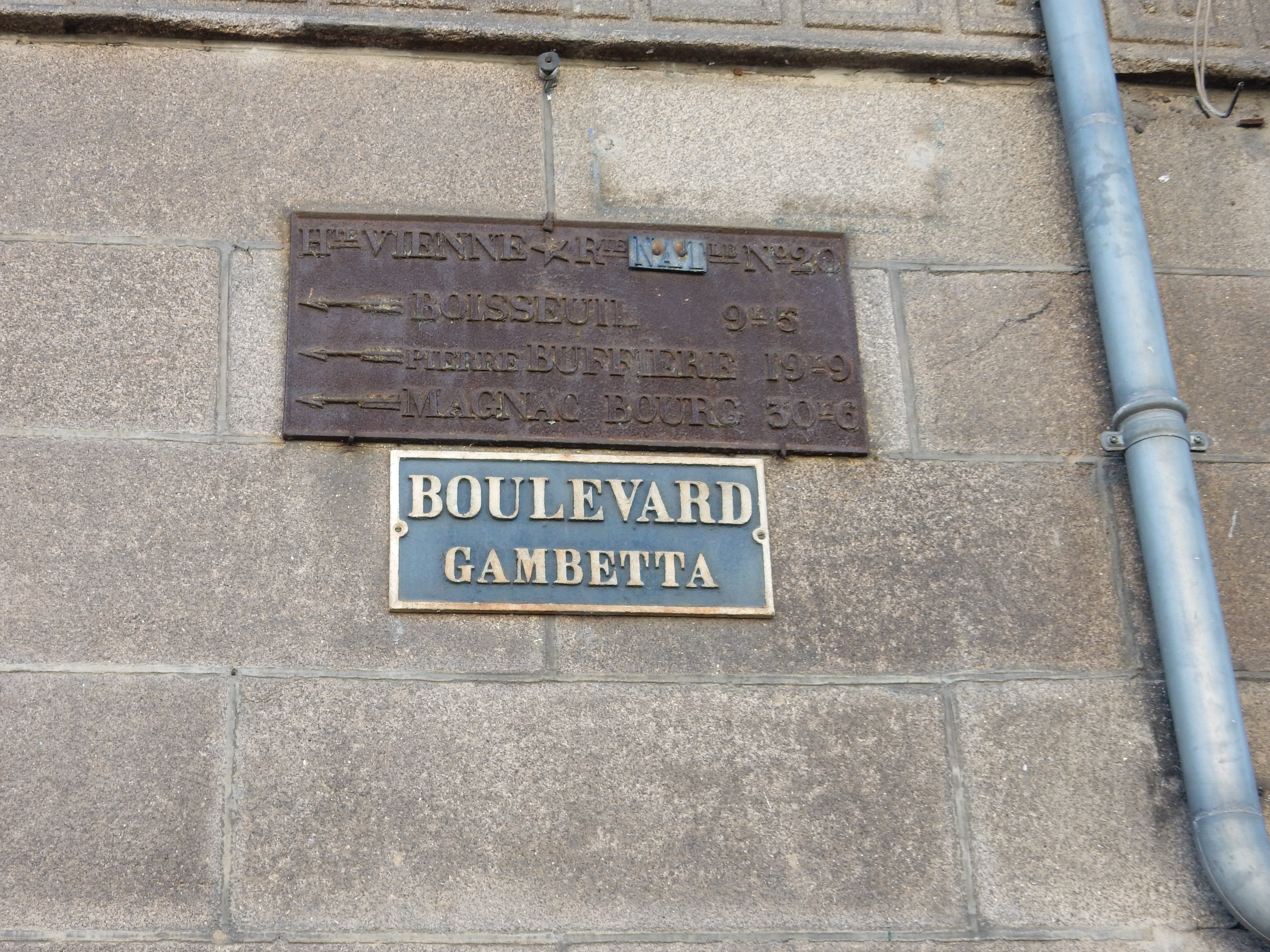
Plaque à Limoges, indiquant les trois prochaines étapes.

- Bessines-sur-Gartempe (km 354)
- Tout près Ambazac
- Beaune-les-Mines (km 379)
- Limoges (km 390)

#### De Limoges à Nespouls
La route traverse la Nouvelle-Aquitaine.
Les communes traversées sont :

##### Département de la Haute-Vienne
- Boisseuil (km 398)
- Pierre-Buffière (km 411)
- Magnac-Bourg (km 422)

##### Département de la Corrèze
- Masseret (km 433)
- Uzerche (km 448)
- Donzenac (km 473)
- Brive-la-Gaillarde (km 484)
- Noailles (km 494)

#### De Nespouls à Montauban
La route se sépare de l'A 20 et traverse les Causses du Quercy. Elle est désormais reclassée en RD 820.
Les communes traversées sont :
- Nespouls  (km 502)

Occitanie

##### Département du Lot
- Cressensac (km 507)
- Souillac (km 518)
- Lanzac (km 521)
- Payrac (km 534)
- Pont de Rhodes (commune de Frayssinet) (km 547)
- Frayssinet (km 548)
- Saint-Pierre-Lafeuille (km 577)
- Cahors (km 583)

##### Département de Tarn-et-Garonne
- Caussade (km 620)
- Réalville (km 628)
- Albias (km 632)
- Montauban (km 644)

### De Montauban à Pamiers (déclassé)
La route traverse la plaine de la Garonne et longe l'A62.
Au-delà de Toulouse, la route subit des modifications pour passer en 2×2 voies, jusqu'à Auterive. Après Toulouse la route longe l'Ariège et devient voie express peu avant Pamiers, après avoir « reçu » l'A66.
Les communes traversées sont :
- Grisolles (km 665)
- Pompignan (km 667)

#### Département de la Haute-Garonne
La route est la deuxième plus accidentogène du département entre 2006 et 2015 : ceci signifie qu'avec 13 tués pour 54 kilomètres de voie, l'accidentalité y est de 0,241 tué par kilomètre, sur cette période.
- Saint-Rustice (km 670)
- Castelnau-d'Estrétefonds (km 672)
- Saint-Jory (km 675)
- Lespinasse (km 681)
- Fenouillet (km 684)
- Toulouse (km 687)
- Portet-sur-Garonne (km 703)
- Pinsaguel (km 705)
- Labarthe-sur-Lèze (km 715)
- Vernet (km 718)
- Auterive (km 729)
- Cintegabelle (km 735)

#### Département de l'Ariège

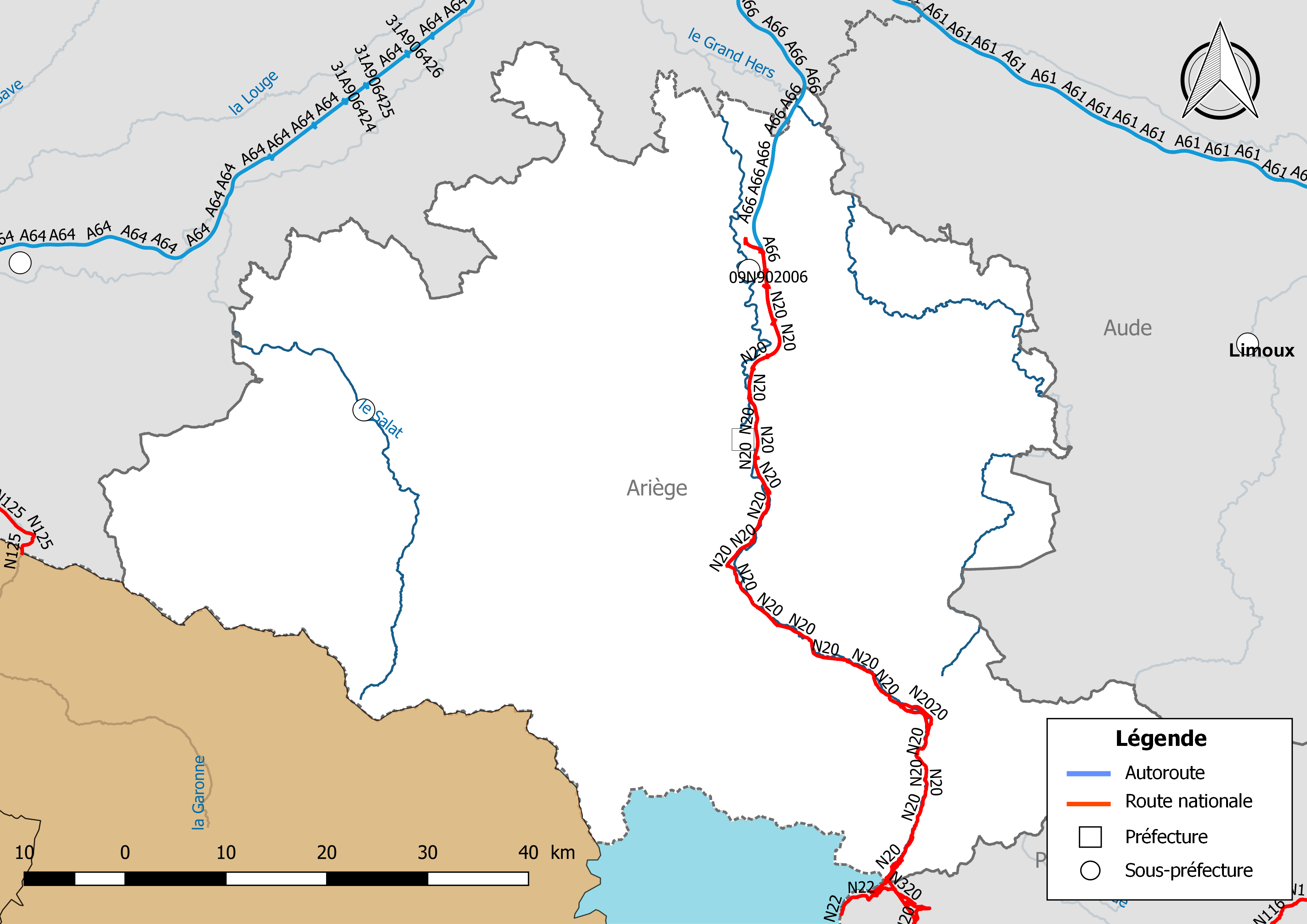
Carte de la RN20 en Ariège

La route est la plus accidentogène du département entre 2006 et 2015 : ceci signifie qu'avec 21 tués pour 46 kilomètres de voie, l'accidentalité y est de 0,46 tué par kilomètre, sur cette période. Cette même section concentre alors 24 % des tués du département.
- Saverdun (km 745)
- Pamiers (km 761)

Cette section est en cours de transfert aux départements.

### De Pamiers à Bourg-Madame

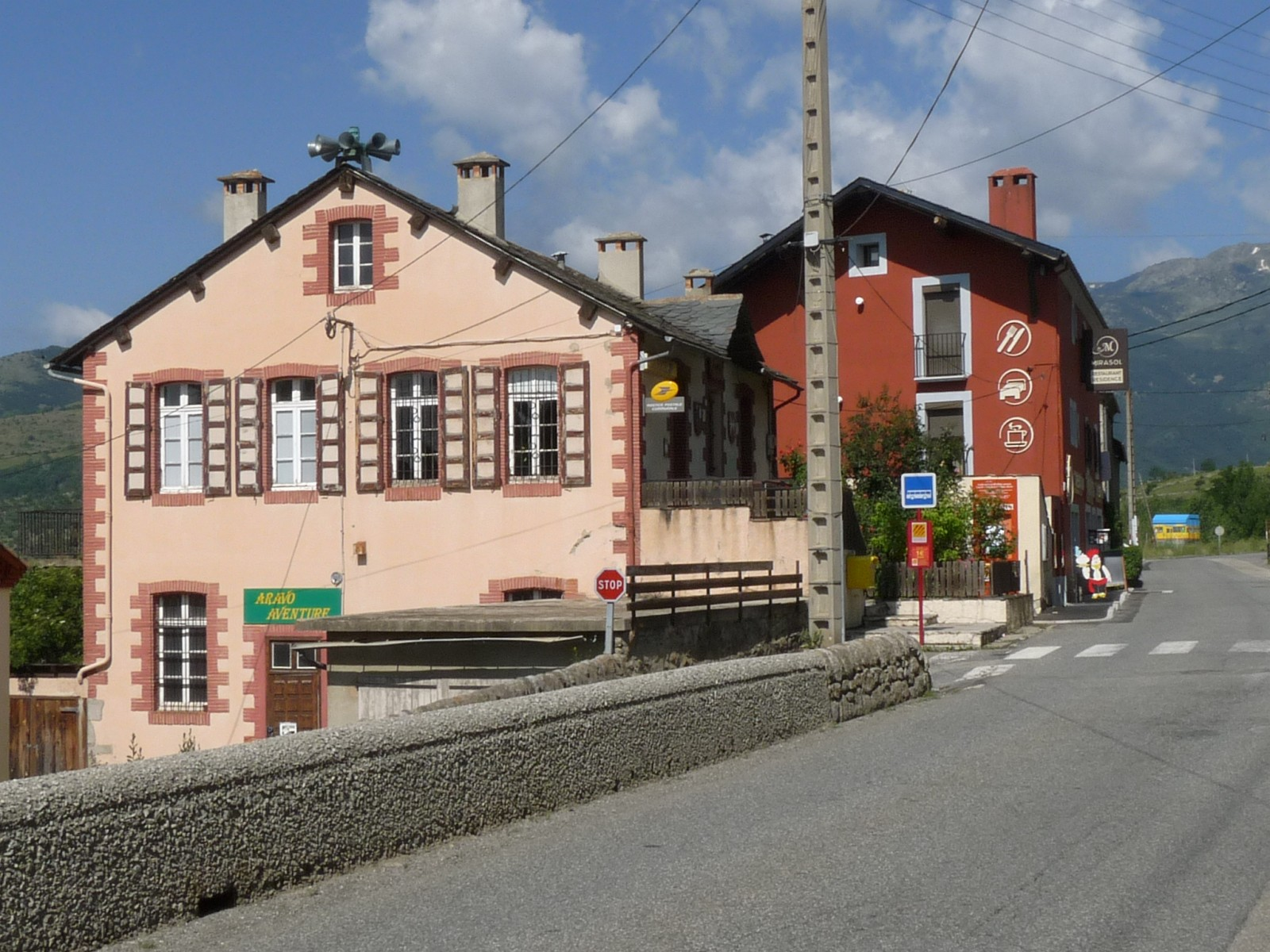
Bureau de poste et restaurant à Enveitg.

La route longe la rivière Ariège et se dirige vers les Pyrénées où elle se divise en trois à l'Hospitalet-près-l'Andorre :
1. le tunnel du Puymorens, ouvert en 1994 et géré par la société Autoroutes du Sud de la France (ASF) ;
2. l'ancienne RN 20, devenue RN 320, partant à l'assaut du col de Puymorens ;
3. la RN 22, doublement de la N 20 dans le sens de la descente.

Quelques kilomètres plus loin, les RN 320 et RN 22 se rejoignent.
Peu avant le col de Puymorens, se raccorde la route desservant la Principauté d'Andorre reliée par le Port d'Envalira et le tunnel d'Envalira (RN 22).
La sortie du tunnel du Puymorens se situe près de Porta et la route continue sur deux voies étroites vers Bourg-Madame, laquelle achève son parcours après la traversée de cette même commune sur le pont international du Riu Rahur.
Le raccordement au réseau routier espagnol s'effectuait jusqu’en 2014 par la N-152 dont la desserte est désormais exclusive à la localité de Puigcerdà. Jusqu’à cette date, la nationale croisait la route neutre, reliant l'enclave espagnole de Llívia à Puigcerdà, avant d'arriver à Bourg-Madame. Depuis cette année, la construction d’un nouveau barreau de liaison entre les deux axes a permis de détourner la RN20 pour reprendre une partie de la route neutre, les deux kilomètres entre l’intersection et la frontière espagnole de Bourg-Madame étant pour partie intégrés à la RN116, pour partie au domaine communal de Bourg-Madame.
Les communes traversées sont :

#### Département de l'Ariège
- Saint-Jean-du-Falga (km 764)
- Varilhes (km 769)
- Foix (km 779) (contournement à l'est par le viaduc de l'Alses et le tunnel de Foix)
- Montgailhard (km 784)
- Mercus-Garrabet (km 790)
- Tarascon-sur-Ariège (km 795)
- Ax-les-Thermes (km 820) ; la déviation par l'ouest de la commune, est ouverte depuis le 12 décembre 2016[8]
- Carrefour giratoire entre RN 20 et RN 22/RN 320 (Andorre) à L'Hospitalet-près-l'Andorre
- Tunnel routier du Puymorens

#### Département des Pyrénées-Orientales

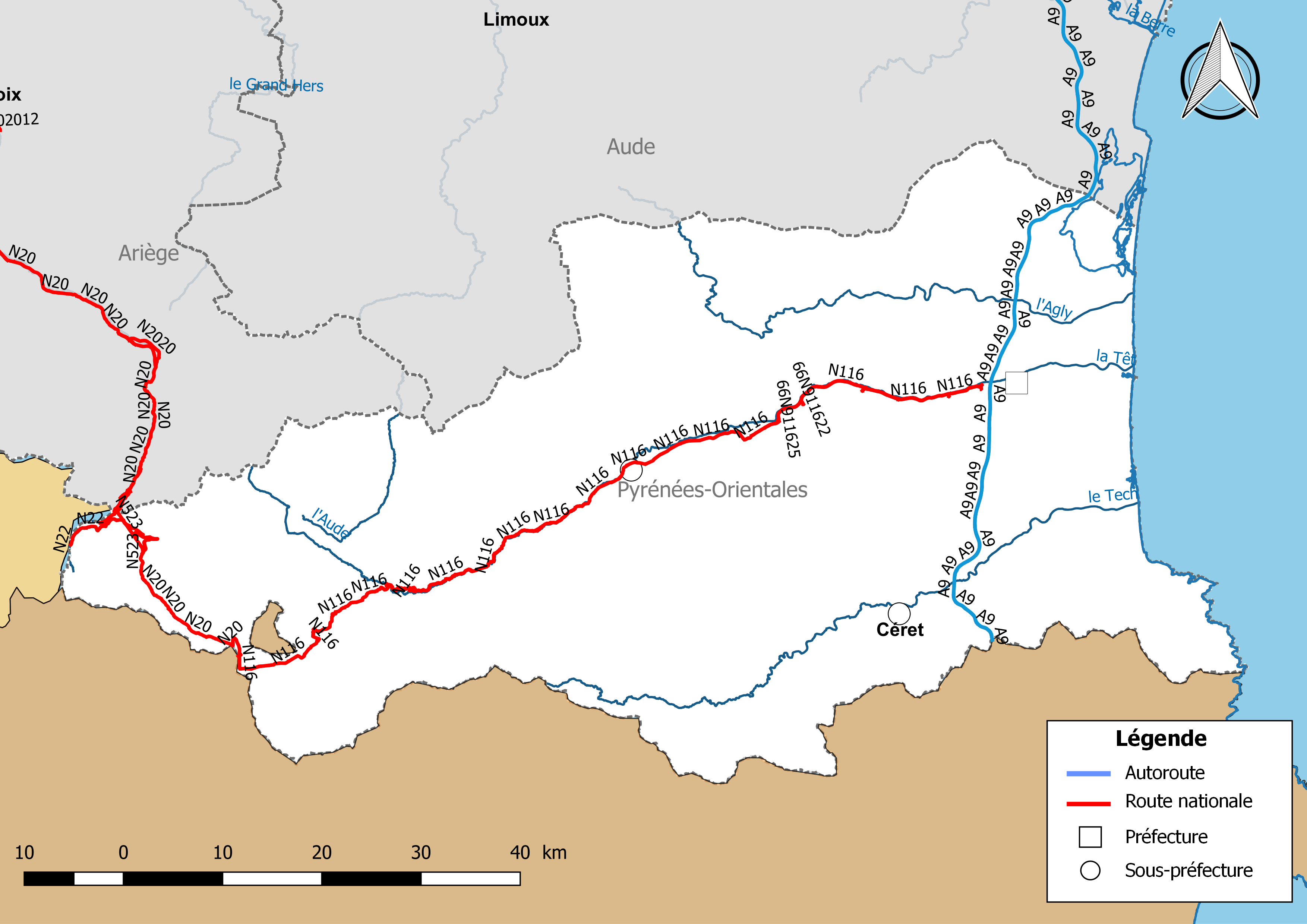
La RN20 dans les Pyrénées-Orientales

- Latour-de-Carol (km 855)
- Enveitg (km 857)
- Ur (km 861)

##### Jusqu’en 2014
- Passage sous la route neutre (N-154 (route espagnole) ou RD68) ; échangeur partiel.
- Bourg-Madame (km 864), intersection avec la RN 116.
- Espagne - douane (N-152 à Puigcerdà)

##### Depuis 2014
- Carrefour giratoire entre RN 20 et RN 116 à Ur
- Carrefour giratoire entre RN 20 et N-154 / RD68 (route neutre) à Ur et Bourg-Madame
- Section commune avec la route nationale espagnole N-154 (section de la route neutre)
- Frontière espagnole à Puigcerdà, poursuite de la N-154.

## Sections en voie express

### De Champlan à Ballainvilliers
| Département         | Commune             | Voies desservies                     | Destinations (sens nord/sud)                                                               | Destinations (sens sud/nord)                                                               | Notes                                                                               |
| ------------------- | ------------------- | ------------------------------------ | ------------------------------------------------------------------------------------------ | ------------------------------------------------------------------------------------------ | ----------------------------------------------------------------------------------- |
| Essonne (91)        | Champlan            | A10 A126                             | Montlhéry                                                                                  | Paris                                                                                      | Échangeur composé de deux demi-échangeurs situés à quelques kilomètres d'intervalle |
| Essonne (91)        | Saulx-les-Chartreux | D 118                                | Longjumeau Saulx-les-Chartreux                                                             |                                                                                            | Pas de sortie sens sud/nord                                                         |
| Essonne (91)        | Saulx-les-Chartreux | D 217                                |                                                                                            | Longjumeau                                                                                 | Demi-échangeur (sens nord/sud non desservi)                                         |
| Essonne (91)        | Ballainvilliers     | Rue Joliot-Curie / Rue de Longjumeau | Saulx-les-Chartreux Saulxier Complexe Hôtelier                                             |                                                                                            |                                                                                     |
| Essonne (91)        | Ballainvilliers     | D 186                                | La Ville-du-Bois - Centre Commercial Ballainvilliers Saulx-les-Chartreux Villiers-sur-Orge | La Ville-du-Bois - Centre Commercial Ballainvilliers Saulx-les-Chartreux Villiers-sur-Orge |                                                                                     |
| Essonne (91)        | La Ville-du-Bois    | Rue du Plessis Saint-Père            | Centre Commercial                                                                          |                                                                                            | Demi échangeur (sens sud/nord non desservi)                                         |
| Fin de voie express |                     |                                      |                                                                                            |                                                                                            |                                                                                     |

### Carrefour de Montlhéry
| Département  | Commune   | Voies desservies | Destinations (sens nord/sud)                           | Destinations (sens sud/nord)                              | Notes                                       |
| ------------ | --------- | ---------------- | ------------------------------------------------------ | --------------------------------------------------------- | ------------------------------------------- |
| Essonne (91) | Montlhéry | D 133            |                                                        | La Ville-du-Bois-Centre Montlhéry Longpont-sur-Orge Nozay | 3 demi-échangeurs successifs sur 500 mètres |
| Essonne (91) | Montlhéry | D 35             | Montlhéry-La Butte La Ville-du-Bois-Les Graviers Nozay |                                                           | 3 demi-échangeurs successifs sur 500 mètres |
| Essonne (91) | Montlhéry | D 351            | Montlhéry-Centre Longpont-sur-Orge                     |                                                           | 3 demi-échangeurs successifs sur 500 mètres |

### De Linas à Angerville
| Département                           | Commune           | Voies desservies  | Destinations (sens nord/sud)                                                         | Destinations (sens sud/nord)                                                           | Notes                                 |
| ------------------------------------- | ----------------- | ----------------- | ------------------------------------------------------------------------------------ | -------------------------------------------------------------------------------------- | ------------------------------------- |
| Essonne (91)                          | Linas             | N 104             | A10 Les Ulis Linas Leuville Autodrome ; Évry Brétigny-sur-Orge Saint-Michel-sur-Orge | Évry Brétigny-sur-Orge Saint-Michel-sur-Orge ; A10 Versailles Les Ulis Linas Autodrome | Trèfle complet + nombreuses bretelles |
| Essonne (91)                          | Linas             |                   |                                                                                      | Leuville-sur-Orge                                                                      | Demi-échangeur                        |
| Nombreuses voies secondaires à niveau |                   |                   |                                                                                      |                                                                                        |                                       |
| Essonne (91)                          | Arpajon           | D 97 D 449        | Arpajon-Centre Saint-Germain-lès-Arpajon Limours Dourdan                             | Saint-Germain-lès-Arpajon Limours                                                      |                                       |
| Essonne (91)                          | Avrainville       | D 19 D 193        | Breuillet Égly Arpajon Saint-Vrain La Ferté-Alais                                    | Arpajon Égly Brétigny-sur-Orge Saint-Vrain                                             |                                       |
| Essonne (91)                          | Avrainville       | D 26              | Boissy-sous-Saint-Yon Avrainville                                                    | Boissy-sous-Saint-Yon                                                                  |                                       |
| Nombreuses voies secondaires à niveau |                   |                   |                                                                                      |                                                                                        |                                       |
| Essonne (91)                          | Mauchamps         | D 99              | Mauchamps Torfou Lardy-Bourg                                                         | Mauchamps Torfou Lardy                                                                 |                                       |
| Essonne (91)                          | Mauchamps         | Hameau de Bel-Air |                                                                                      |                                                                                        |                                       |
| Essonne (91)                          | Chamarande        | Route de Torfou   |                                                                                      | Chamarande                                                                             | Demi-échangeur                        |
| Essonne (91)                          | Étréchy           | D 146 D 546       | Étréchy-Centre Chamarande                                                            |                                                                                        | Demi-échangeur                        |
| Essonne (91)                          | Étréchy           | D 148 D 146       | Auvers-Saint-Georges Étréchy-Pont Royal                                              | Étréchy-Centre Étréchy-Z.A.C. des Gravelles Étréchy-Z.A. Les Hautes-Prasles            | Trois-quarts-échangeur                |
| Rond-point avec D 207A                |                   |                   |                                                                                      |                                                                                        |                                       |
| Essonne (91)                          | Morigny-Champigny | D 202 D 207       | Étampes-Saint-Michel Brières-les-Scellés Zones Industrielles Morigny                 | Étampes-Saint-Michel Zones Industrielles Morigny                                       |                                       |
| Essonne (91)                          | Étampes           | D 191             | Étampes-Saint-Pierre Étampes-Quinette Pithiviers Malesherbes                         | Étampes-Saint-Pierre Étampes-Quinette La Ferté-Alais Milly-la-Forêt                    |                                       |
| Essonne (91)                          | Étampes           | D 49              | Étampes-Centre Base de loisirs Centre commercial Saclas                              | Étampes-Centre Base de loisirs Centre commercial                                       |                                       |
| Essonne (91)                          | Étampes           | D 21              | Chalo-Saint-Mars Étampes-Saint Martin                                                | Étampes-Saint Martin                                                                   | Trois-quarts-échangeur                |
| Essonne (91)                          | Guillerval        | D 109             | Guillerval Chalou-Moulineux Aérodrome                                                | Guillerval Chalou-Moulineux Aérodrome                                                  |                                       |
| Essonne (91)                          | Monnerville       | D 18              | Monnerville Pussay Méréville                                                         | Monnerville Guillerval Saclas                                                          |                                       |
| Essonne (91)                          | Angerville        | D 604             |                                                                                      |                                                                                        | Demi-échangeur                        |
| Essonne (91)                          | Angerville        | D 6 D 838 D 939   | Angerville                                                                           | Rambouillet Angerville-Z.I. Pussay Méréville Dourdan                                   |                                       |
| Essonne (91)                          | Angerville        | Avenue d'Orléans  |                                                                                      | Angerville                                                                             | Bretelle isolée                       |

### Pénétrante Sud d'Orléans
| Département                                          | Commune | Voies desservies                          | Destinations (sens nord/sud)                                                             | Destinations (sens sud/nord)                                                   | Notes                  |
| ---------------------------------------------------- | ------- | ----------------------------------------- | ---------------------------------------------------------------------------------------- | ------------------------------------------------------------------------------ | ---------------------- |
| Loiret (45)                                          | Orléans | Boulevard Jean-Jaurès Rue du Canon        | Vierzon Blois Le Mans C.H.R.O Porte-Madeleine Saint-Jean-de-la-Ruelle Faubourg Madeleine | Faubourg Madeleine Faubourg Saint-Jean Porte Madeleine Saint-Jean-de-la-Ruelle |                        |
| Loiret (45)                                          | Orléans | Avenue du Champ-de-Mars Avenue de Trévise | Île Arrault                                                                              | Île Arrault Stade Hippodrome de l'Île Arrault                                  |                        |
| Voie rapide urbaine comprenant des carrefours à feux |         |                                           |                                                                                          |                                                                                |                        |
| Loiret (45)                                          | Orléans | D 951                                     | Saint-Pryvé-Saint-Mesmin Chambord Les Chabassières Lycée Charles Péguy                   | Saint-Pryvé-Saint-Mesmin Chambord Lycée Charles Péguy                          |                        |
| Loiret (45)                                          | Orléans | D 920                                     | Cigogne Olivet-Nord                                                                      |                                                                                | Demi-échangeur         |
| Loiret (45)                                          | Orléans |                                           | Centre Commercial Expo-Sud                                                               | Centre Commercial Expo-Sud                                                     |                        |
| Fin de la section comprenant des carrefours à feux   |         |                                           |                                                                                          |                                                                                |                        |
| Loiret (45)                                          | Olivet  | D 14                                      |                                                                                          |                                                                                | Demi-échangeur         |
| Loiret (45)                                          | Olivet  |                                           | Olivet-Larry                                                                             | Parc d'activité Les Aulnaies                                                   | Trois-quarts-échangeur |
| Loiret (45)                                          | Olivet  | D 2271                                    | A71 A10 A19 Vierzon Orléans-La Source Olivet-Sud Jouy-le-Potier                          | A71 A10 A19 Paris Blois Olivet-Sud Jouy-le-Potier La Ferté-Saint-Aubin         |                        |
| Loiret (45)                                          | Olivet  | Rue Flandres-Dunkerke                     | P.A. Olivet (Quatre Vents)                                                               | Parc d'activités d'Olivet                                                      |                        |
| Loiret (45)                                          | Orléans | D 326                                     | Orléans-La Source Ardon-Limère C.H.R. Orléans                                            | Orléans-La Source Ardon-Limère C.H.R. Orléans                                  |                        |

### Contournement de Châteauroux
| Département | Commune | Voies desservies | Destinations (sens nord/sud)                                                     | Destinations (sens sud/nord)                                          | Notes |
| ----------- | ------- | ---------------- | -------------------------------------------------------------------------------- | --------------------------------------------------------------------- | ----- |
| Indre (36)  | Déols   | N 151            | Bourges Déols-Centre Issoudun Z.I. La Malterie                                   | Bourges Vierzon Déols-Centre Issoudun Z.I. La Malterie                |       |
| Indre (36)  | Déols   | D 925            | A71 Châteauroux-Centre Saint-Amand-Montrond Diors Z.I. La Martinerie Z.A. Bitray | A71 Diors Lignières Châteauroux-Centre Z.I. La Martinerie Z.A. Bitray |       |

### De Portet-sur-Garonne à Vernet
| Département         | Commune           | Voies desservies    | Destinations (sens nord/sud)                  | Destinations (sens sud/nord)                                         | Notes          |
| ------------------- | ----------------- | ------------------- | --------------------------------------------- | -------------------------------------------------------------------- | -------------- |
| Haute-Garonne (31)  | Roques            | D 817 D 120         | Tarbes Lourdes Roques Muret Centre Commercial | Tarbes Lourdes Roques Portet-sur-Garonne Cugnaux Villeneuve-Tolosane |                |
| Haute-Garonne (31)  | Pinsaguel         | D 56                | Pinsaguel Roquettes                           |                                                                      | Demi-échangeur |
| Haute-Garonne (31)  | Pinsaguel         | Avenue des Pyrénées |                                               | Pinsaguel                                                            | Demi-échangeur |
| Série de giratoires |                   |                     |                                               |                                                                      |                |
| Haute-Garonne (31)  | Labarthe-sur-Lèze | Avenue de Toulouse  | Vernet                                        |                                                                      | Demi-échangeur |

### Déviation de Saverdun
| Département | Commune  | Voies desservies | Destinations (sens nord/sud) | Destinations (sens sud/nord)                   | Notes           |
| ----------- | -------- | ---------------- | ---------------------------- | ---------------------------------------------- | --------------- |
| Ariège (09) | Saverdun | D 927            | Saverdun-Nord                |                                                | Bretelle isolée |
| Ariège (09) | Saverdun | D 14             | A66 Mazères                  | A66 Saverdun Mazères Villefranche-de-Lauragais |                 |

### Voie express de Pamiers à Tarascon-sur-Ariège

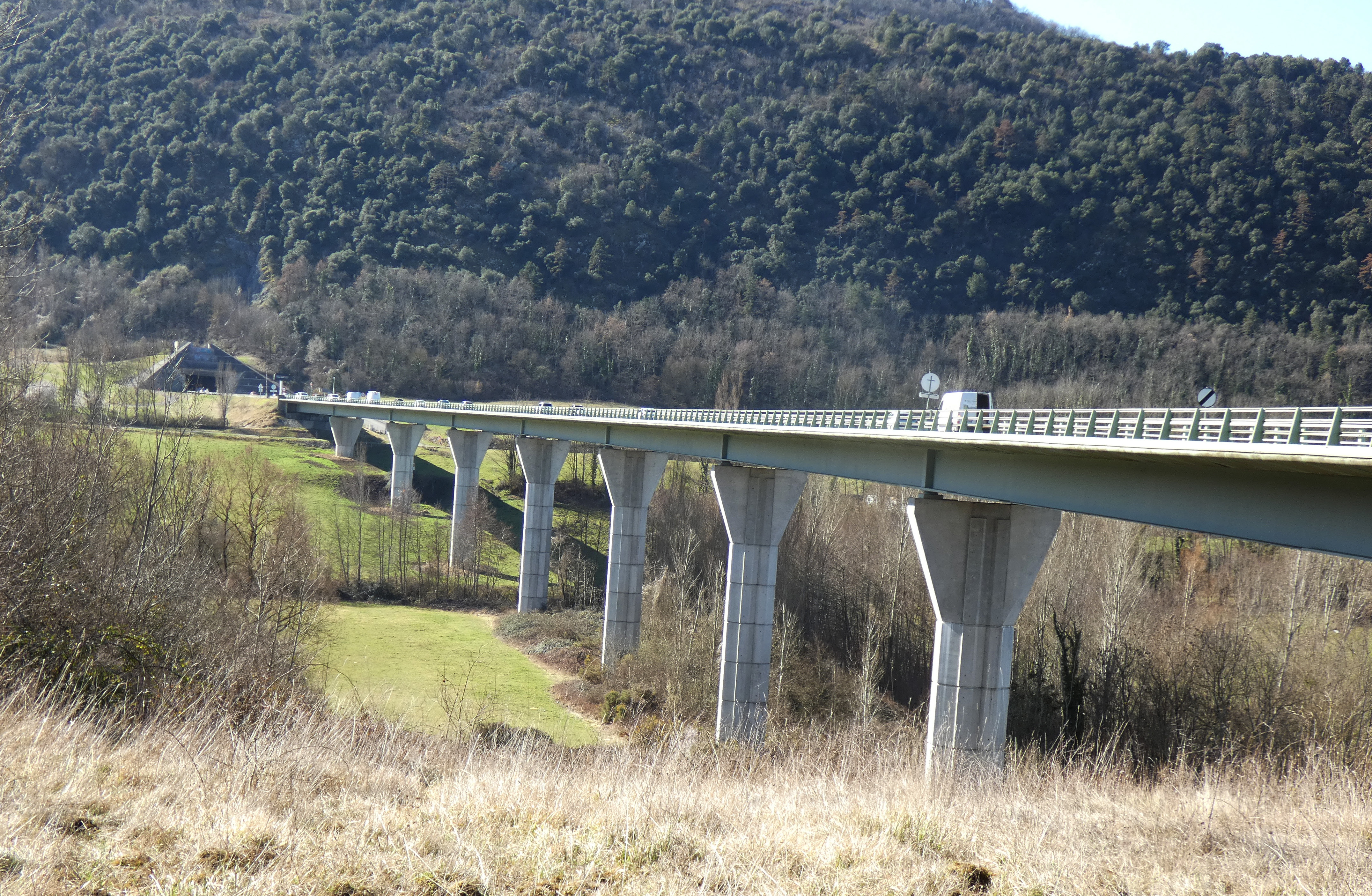
Le viaduc de l'Alses (Ariège) conduisant à l'entrée nord du tunnel de Foix.

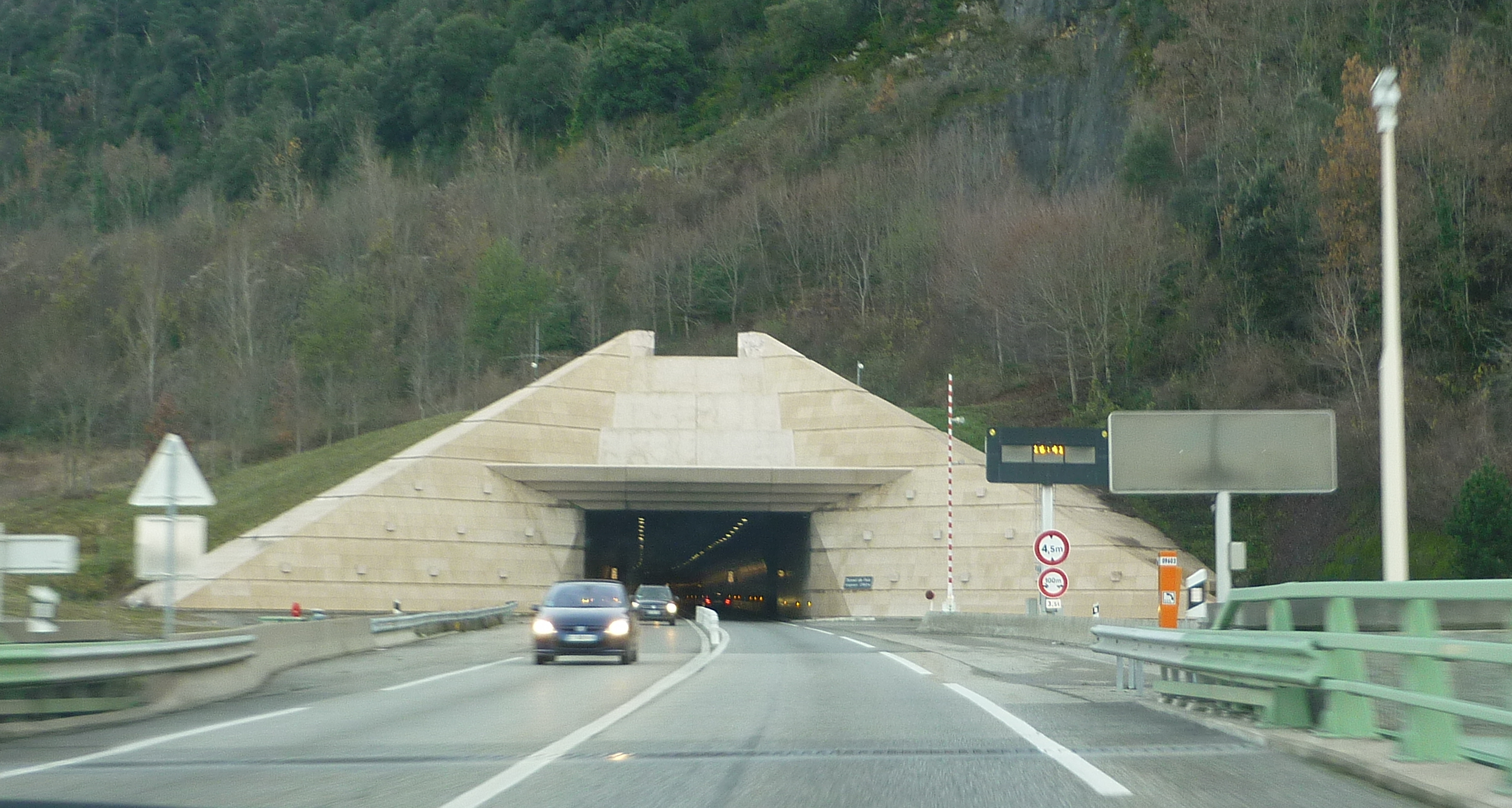
Entrée nord du tunnel de Foix.

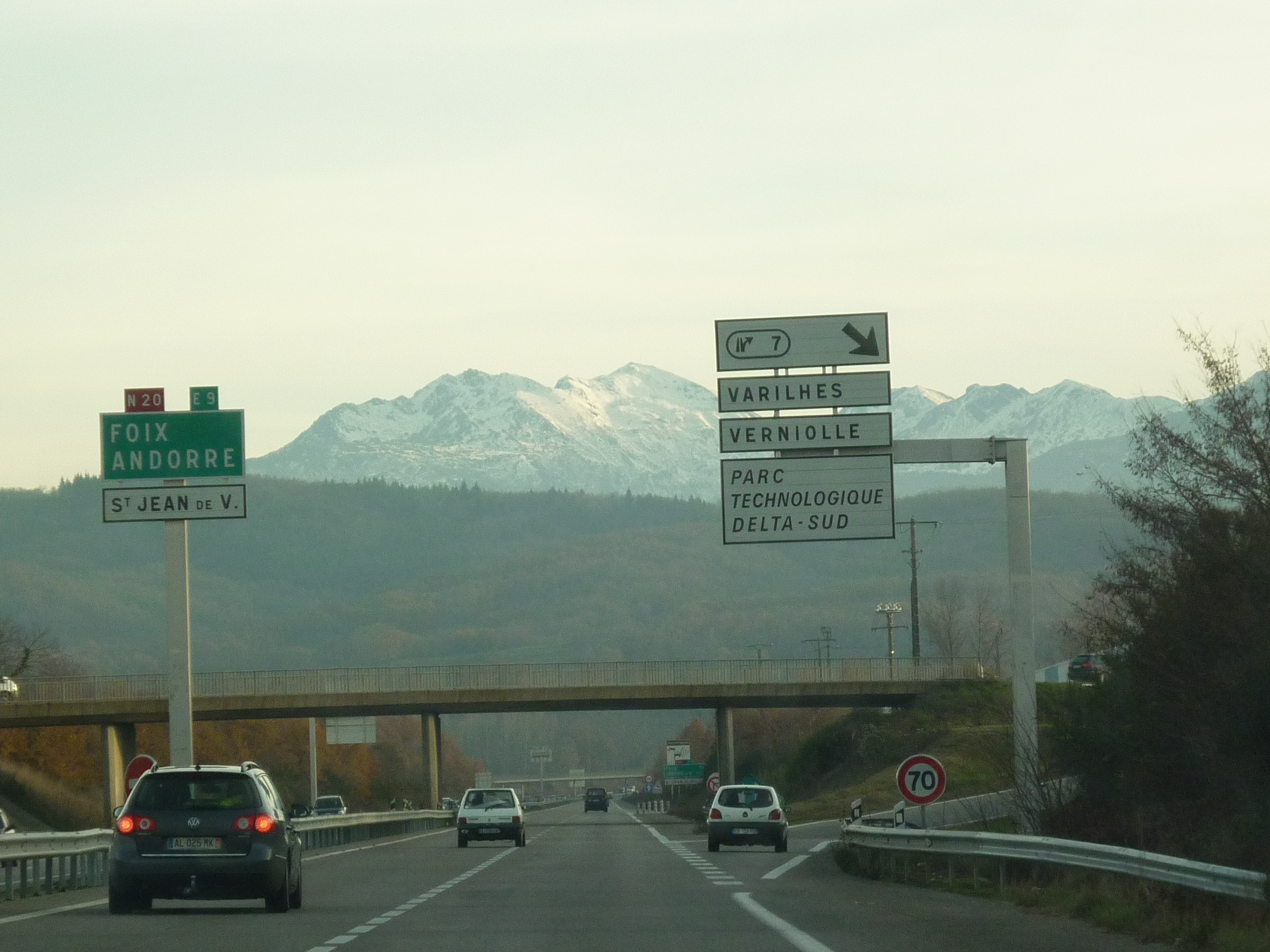
En Ariège, sortie 7 vers Varilhes.

L'A66 devient la RN 20
- Limitation à 110 km/h.
- 5 Pamiers - centre : Pamiers, Belpech
- 6 Pamiers - sud : Pamiers, Mirepoix
- 7 Verniolle : Varilhes, Verniolle, Mirepoix, Carcassonne
- 8 Varilhes : Varilhes
- 9 Saint-Jean-de-Verges : Saint-Jean-de-Verges, centre hospitalier
- 10 Foix - nord : Foix, Saint-Jean-de-Verges, Saint-Girons, Tarbes
  -   Rétrécissement à 2 × 1 voies Limitation à 80 km/h.
  -  Limitation à 70 km/h.
- Tunnel de Foix
  -  Limitation à 80 km/h.
- 11 Foix - sud : Montgailhard, Foix, Saint-Girons, Tarbes
  -     Limitation à 110 km/h.
- 12 Saint-Paul-de-Jarrat : Saint-Paul-de-Jarrat, Montgailhard, Lavelanet, Perpignan
- 13 Montoulieu : Montoulieu, Prayols
- 14 Mercus-Garrabet : Mercus-Garrabet, Arignac, Amplaing
  -  Limitation à 90 km/h.
  -   Rétrécissement à 2 × 1 voies Limitation à 70 km/h.
  -  Limitation à 50 km/h.
- Carrefour giratoire entre N 20, RD 618 (Surba, Saurat, Massat, Grotte de Bedeilhac, Col de Port) et RD 23 (Banat, Gourbit)

### Tunnel de Quié (Déviation de Tarascon-sur-Ariège)
Un projet de déviation de Tarascon-sur-Ariège et prolongement de la 2x2 voies jusqu'à Ax-les-Thermes a été lancé le 23 septembre 2021 par le premier ministre Jean Castex. Les travaux commenceront en 2024 pour une mise en service en 2029 ou 2030. Le tunnel de Quié fera gagner 20 minutes aux usagers. Le coût des travaux est 194 millions d'euros dont 66% pris en charge par l'État.